# Aricoris hubrichi
Aricoris hubrichi is een vlindersoort uit de familie van de prachtvlinders (Riodinidae), onderfamilie Riodininae.
Aricoris hubrichi werd in 1926 beschreven door Stichel.